# Fleischerei

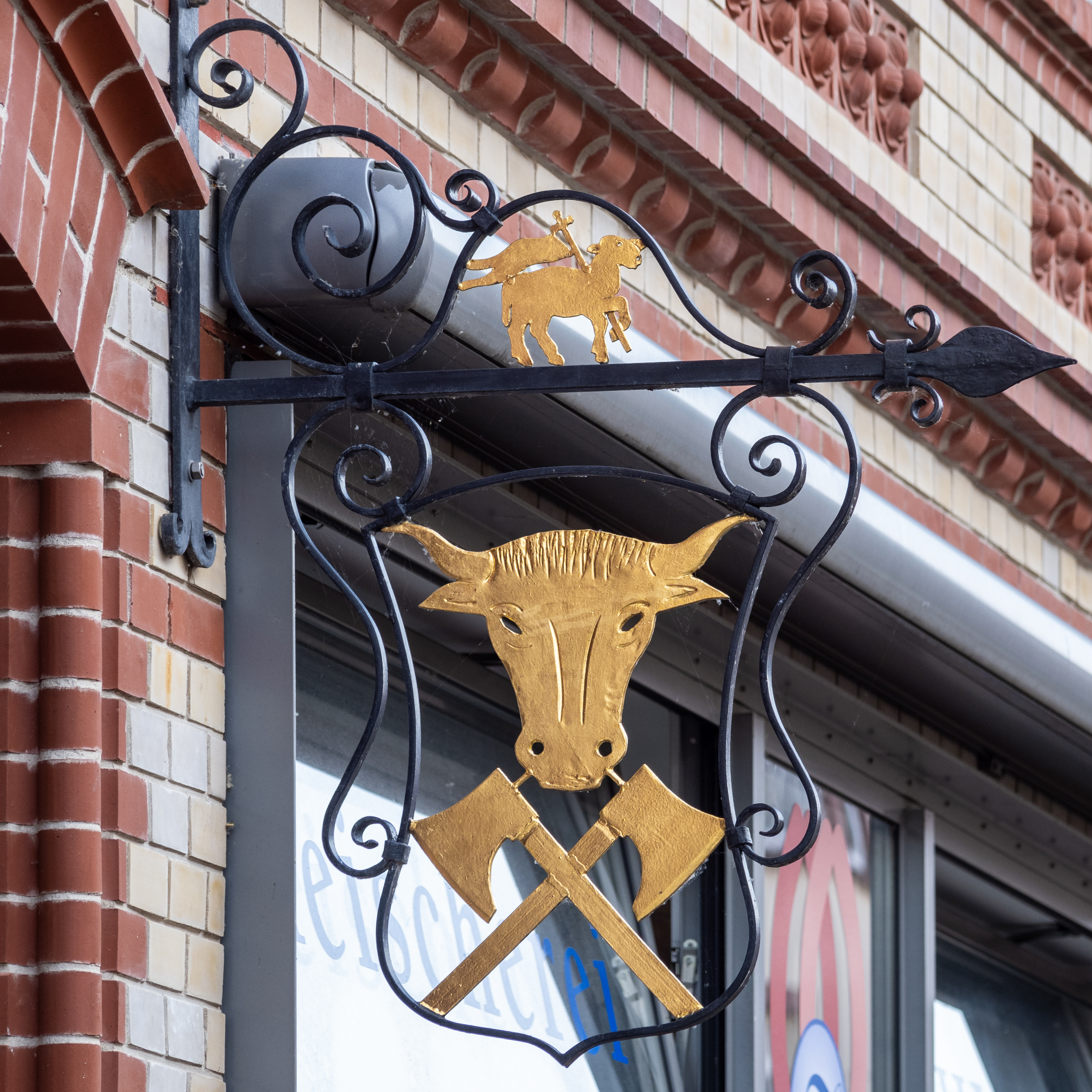
Nasenschild einer Schlachterei in Vorpommern

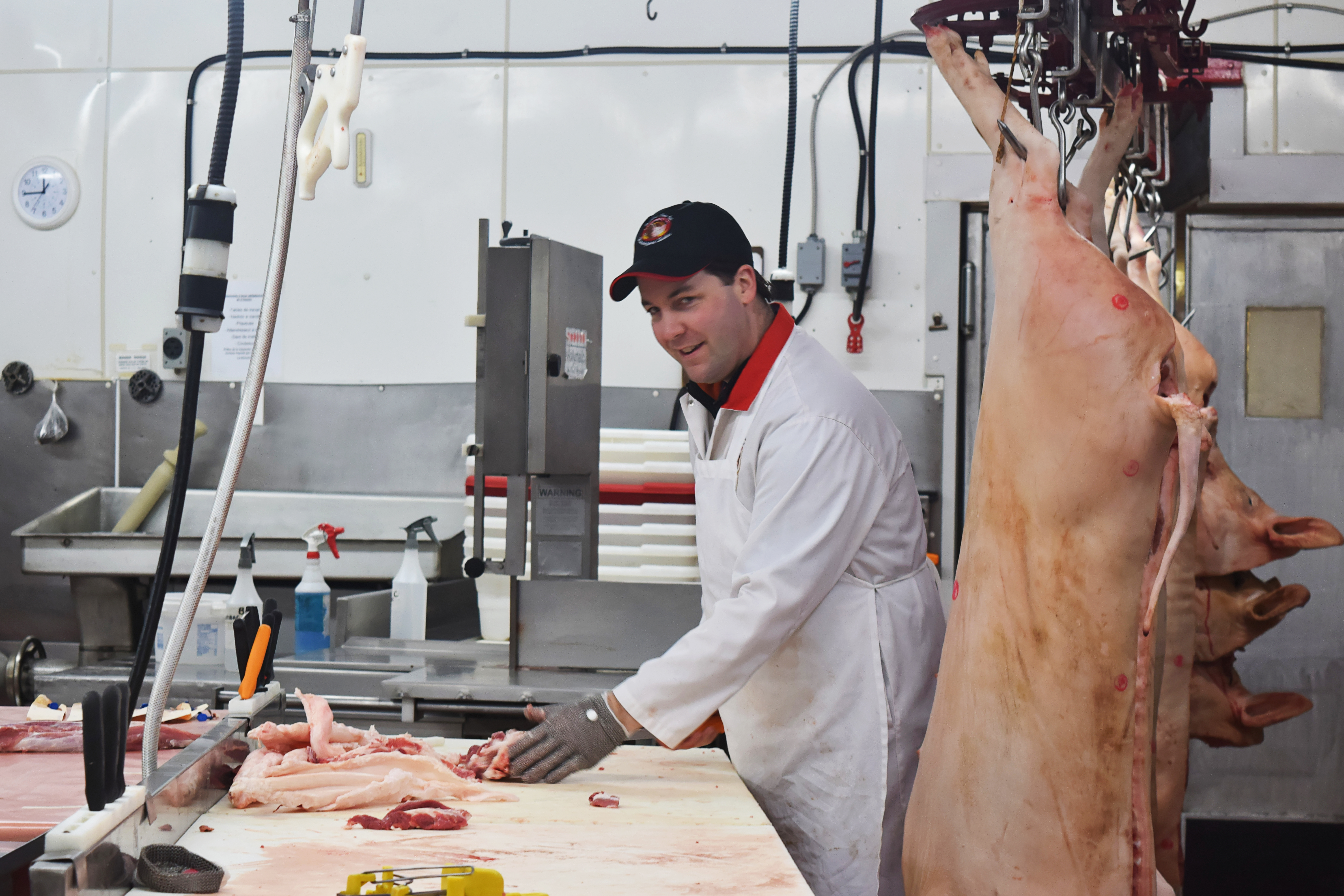
Fleischerei

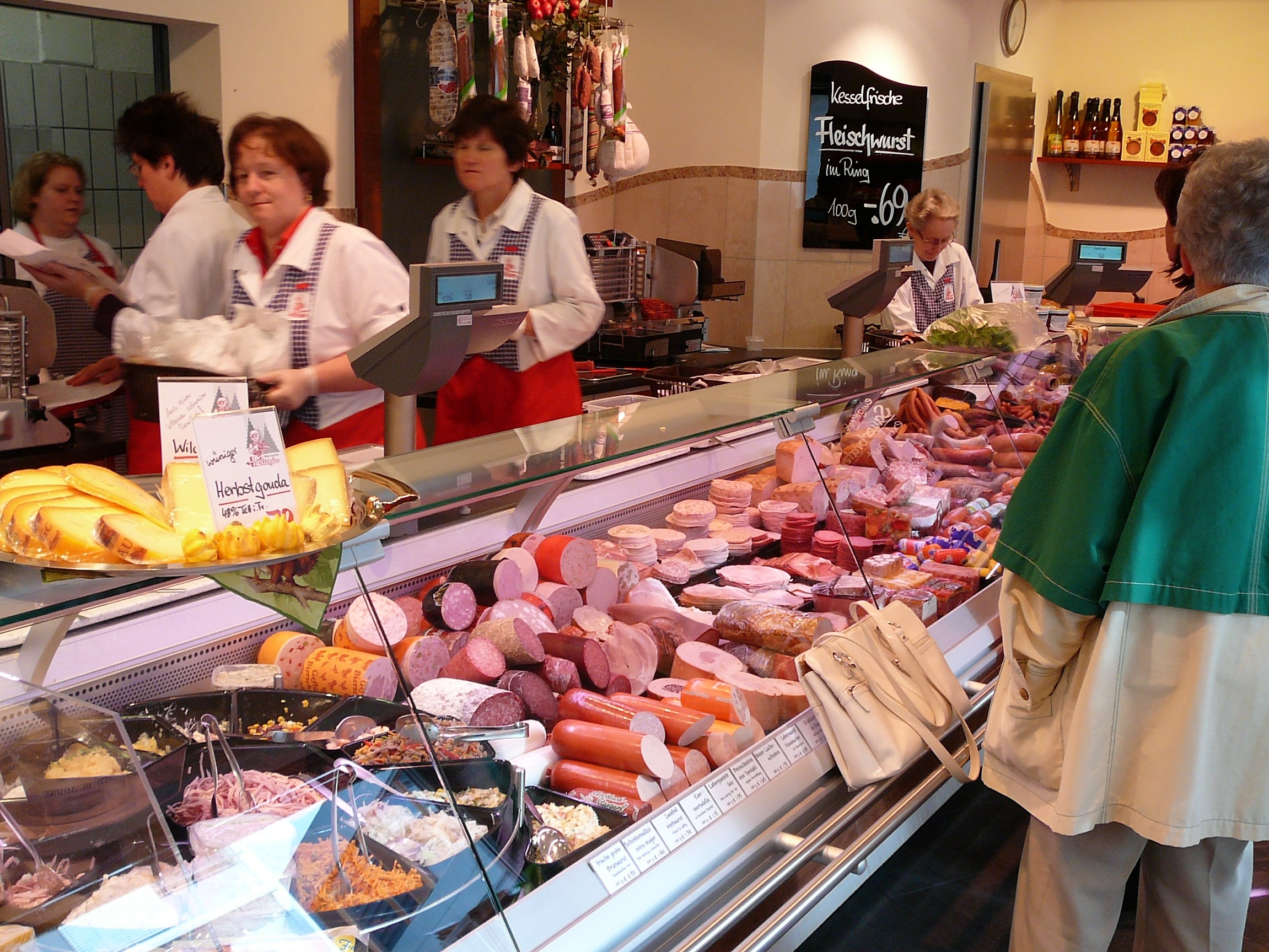
Metzgerladen

Eine Fleischerei ist ein handwerklicher Gewerbebetrieb, der die Produkte eines Schlachthofes nach der Schlachtung zu Fleisch- und Wurstwaren weiterverarbeitet und verkauft. Andere Bezeichnungen für eine Fleischerei sind u. a. Metzgerei, Schlachterei, in Österreich Fleischhauerei oder Fleischhackerei, in Luxemburg auch Metzlerei und in der Schweiz auch Metzg.
In einer Fleischerei arbeiten Fleischer. Deren Aufgabe ist die Herstellung und Verarbeitung von Fleisch- und Wurstwaren. Fleischerfachgeschäfte bzw. Fleischerläden verfügen heute meist über eine Theke, die als Vitrine ausgeführt ist, sowie häufig auch über eine heiße Theke mit Bain-Marie, in der zubereitete Fleischgerichte und Fleischkäse angeboten werden.

## Fleischerhandwerk in Deutschland
Weil das Fleischerhandwerk in Deutschland zu den zulassungspflichtigen Handwerken im Sinne der Handwerksordnung zählt, ist der Betrieb einer Fleischerei einem Fleischermeister vorbehalten (Meisterzwang; §1 HwO in Verbindung mit Anlage A, Nr. 32). Es gab Ende 2016 insgesamt 12.797 eigenständige Meisterbetriebe, von denen ungefähr ein Viertel eine oder mehrere Filialen besaß – in über der Hälfte der Fälle jedoch nur eine – sodass insgesamt 21.329 stationäre Verkaufsstellen des Fleischerhandwerks die Bevölkerung versorgten; hinzu kamen noch ca. 5.000 mobile Verkaufsstellen, zum Beispiel auf Wochenmärkten. Die Zahl der Betriebe ist seit langem rückgängig. Der Deutsche Fleischer-Verband (DFV) schrieb im Jahr 2017, die Ursache sei in erster Linie die Schwierigkeit, beim Ausscheiden des Besitzers einen Nachfolger zu finden – dies führte der DFV auf die anspruchsvollen gesetzlichen und behördlichen Anforderungen zurück, die ein Fleischerbetrieb erfüllen muss –, daneben die Abwanderung der Kunden zu Supermärkten und Discountern sowie der Fachkräftemangel. 
Der Fleischverzehr der deutschen Bevölkerung entwickelt sich seit etwa Mitte der 1990er Jahre langsam rückläufig. 
Er lag 2018 bei gut 60 kg pro Kopf und Jahr und 2024 51,6 Kilogramm, was im historischen Vergleich sehr viel ist: Im Jahr 1950 waren es nur 26,2 kg.
Etwa 60 Prozent der Beschäftigten des Fleischerhandwerks arbeiten im Verkauf, vielfach in Teilzeit, um Nachfragespitzen zu bedienen und lange Öffnungszeiten anbieten zu können. Über 20 % sind geringfügig Beschäftigte. (Stand 2016)

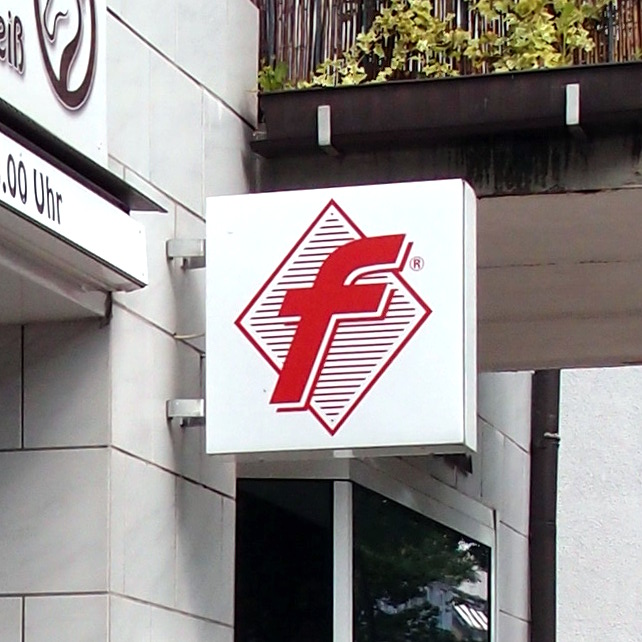
Aushängeschild mit der f-Marke an einem Fleischerfachgeschäft

Der bundesweite Fachverband des deutschen Fleischerhandwerks ist der Deutsche Fleischer-Verband (DFV), ein freiwilliger Zusammenschluss aller 15 Landesinnungsverbände. (Es sind 15, da einerseits Bremen und Niedersachsen sowie Berlin und Brandenburg gemeinsame Innungsverbände haben, andererseits Pfalz und Rheinland-Rheinhessen getrennt sind.) Der DFV vertritt die Interessen des Fleischergewerbes auf nationaler und internationaler Ebene in Gremien und durch Öffentlichkeitsarbeit. Er ist Inhaber der sogenannten „f-Marke“ (ein rot-weißes Markenzeichen, das den Kleinbuchstaben f vor einer Raute zeigt), mit der Fleischerfachgeschäfte gekennzeichnet werden dürfen.
Eine internationale Leitmesse der Fleischwirtschaft, die IFFA (Internationale Fleischwirtschaftliche Fachmesse; die Abkürzung wird normalerweise nicht mehr aufgelöst) findet alle drei Jahre auf dem Frankfurter Messegelände statt.